# Хуссейн, Билаль
Билаль Хуссейн (швед. Bilal Hussein; 22 апреля 2000 года, Стокгольм, Швеция) — шведский футболист сомалийского происхождения, полузащитник клуба «Герта» (Берлин).

## Карьера
Билаль является воспитанником АИКа, в академию которого он попал в четырнадцать лет. С сезона 2018 года - тренируется с основной командой. 20 января подписал с клубом свой первый профессиональный контракт сроком на три года. 27 апреля 2018 года дебютировал в шведском чемпионате в поединке против «Сириуса», выйдя на замену на 86-й минуте вместо Набиля Бауи. В августе 2018 года отправился в аренду в клуб «Васалундс», где провёл 7 встреч за сезон, после чего вернулся в «АИК».
В сезоне 2019 года Билаль стал твёрдым игроком основы. Принял участие в 16 поединках, в 10 из них выходил в стартовом составе. 9 ноября 2019 года в поединке кубка Швеции против «Энскеде» забил свой первый мяч в профессиональном футболе. В сезоне 2020 провёл 25 встреч. 21 июня 2020 года забил свой первый мяч в Аллсвенскан, поразив ворота «Хаммарбю». Спустя неделю, в поединке против «Мальмё», Билаль отличился второй раз.
Также Билаль выступал за юношеские и молодёжные сборные Швеции различных возрастов.

## Статистика выступлений
| Клуб             | Сезон            | Лига             | Лига  | Лига | Кубок | Кубок | Междунар. | Междунар. | Всего | Всего |
| Клуб             | Сезон            | Лига             | Матчи | Голы | Матчи | Голы  | Матчи     | Голы      | Матчи | Голы  |
| ---------------- | ---------------- | ---------------- | ----- | ---- | ----- | ----- | --------- | --------- | ----- | ----- |
| АИК              | 2017             | Аллсвенскан      | 0     | 0    | 1     | 0     | 0         | 0         | 1     | 0     |
| АИК              | 2018             | Аллсвенскан      | 1     | 0    | 3     | 0     | 0         | 0         | 4     | 0     |
| Васалундс        | 2018             | Эттан            | 7     | 0    | 0     | 0     | 0         | 0         | 7     | 0     |
| АИК              | 2019             | Аллсвенскан      | 16    | 0    | 2     | 1     | 0         | 0         | 18    | 1     |
| АИК              | 2020             | Аллсвенскан      | 25    | 2    | 4     | 0     | 0         | 0         | 29    | 2     |
| АИК              | 2021             | Аллсвенскан      | 17    | 1    | 0     | 0     | 0         | 0         | 17    | 1     |
| Всего за карьеру | Всего за карьеру | Всего за карьеру | 66    | 3    | 10    | 1     | 0         | 0         | 76    | 4     |